# Maksim Rakow
Maksim Rakow (ur. 7 lutego 1986) – kazachski judoka, mistrz i wicemistrz świata, trzykrotny medalista mistrzostw Azji.
Największym sukcesem zawodnika jest złoty medal mistrzostw świata w 2009 roku w Rotterdamie w kategorii do 100 kg. W 2011 roku w Paryżu był drugi w tej samej kategorii. Mistrz Azji z 2009 roku.